# Drosera peltata

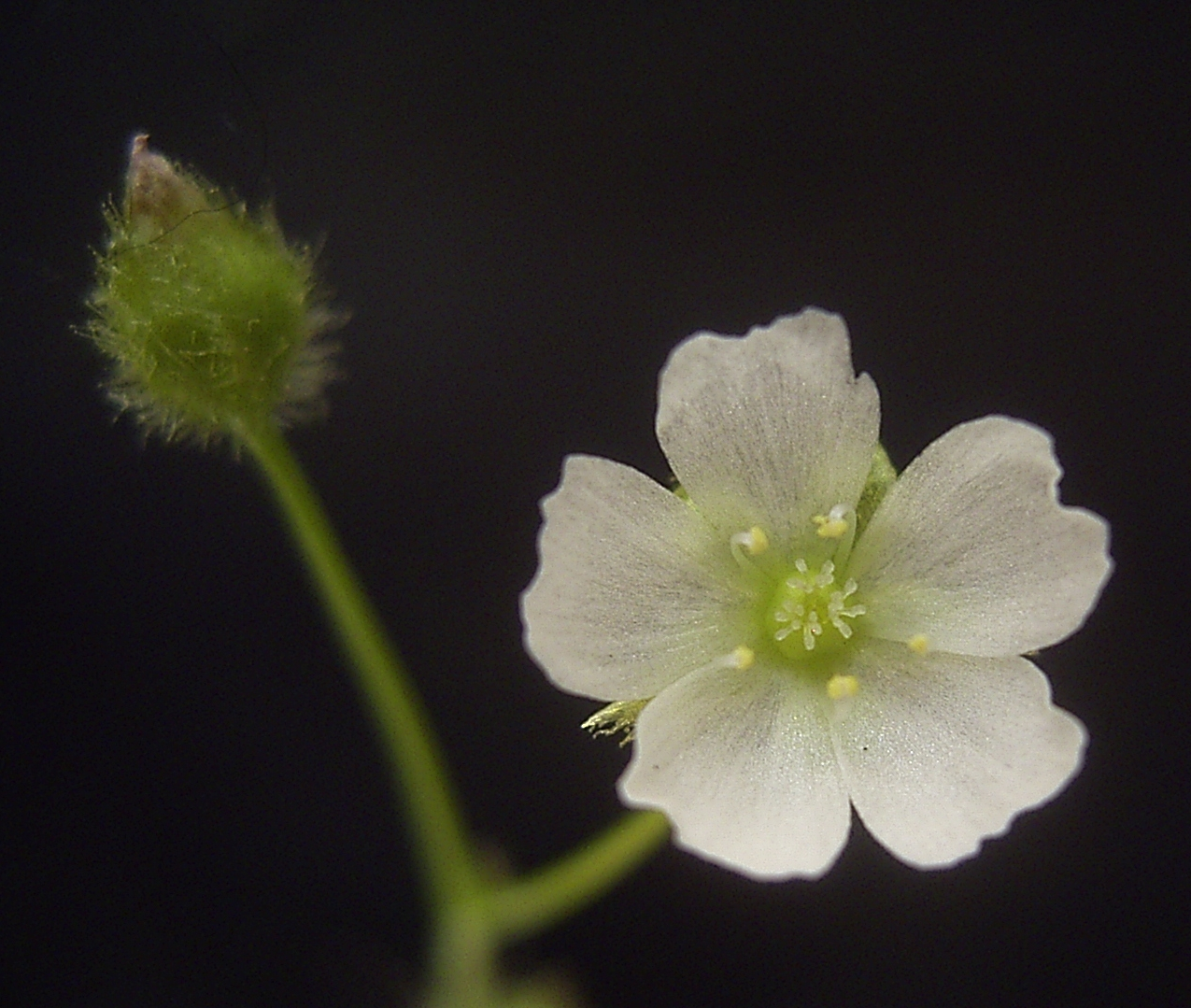
Blüte Drosera peltata

Drosera peltata ist eine fleischfressende Pflanze aus der Gattung Sonnentau (Drosera). Sie wurde 1797 zum ersten Mal beschrieben und ist die am weitesten verbreitete knollenbildende Sonnentauart.

## Beschreibung
Drosera peltata ist eine mehrjährige, krautige Pflanze mit einer Wuchshöhe von bis zu 25 Zentimetern. Da das Habitat der Art im Sommer üblicherweise einer Dürreperiode mit großer Hitze ausgesetzt ist, zieht sie sich für diese Zeit in ungefähr sechs Zentimetern Tiefe in eine rote, kugelrunde Knolle mit einem Durchmesser von bis zu 8 Millimetern zurück. Nach ihrer Sommerruhe bildet sie zuerst eine flach auf dem Boden liegende Rosette aus, bevor sie nach zwei bis drei Monaten aus deren Zentrum in die Höhe wächst, am oberen Ende verzweigt sie sich gelegentlich. Das Wurzelwerk ist nur schwach entwickelt.

### Blätter
Die Art hat zwei verschiedene Blattformen. Die Blätter der Rosette sind bis zu 16 Millimeter lang, der dünne Blattstiel knapp zwölf Millimeter lang und einen Millimeter breit, die quer elliptische, leicht konkave Blattspreite vier Millimeter lang und acht Millimeter breit. Die entlang der Sprossachse an bis zu zehn Millimeter langen Blattstielen stehenden, schildförmigen und stark konkaven Blattspreiten haben einen Durchmesser von drei bis vier Millimetern.

### Blüten
Vom Frühjahr an blüht die Art, der Blütenstand ist ein Wickel, die unbehaarten Blütenstiele sind acht bis zehn Millimeter lang. Die mit kleinen Drüsenhaaren besetzten Kelchblätter sind bis zu drei Millimeter, die umgekehrt eiförmigen, schwach gezähnten, weißen Kronblätter bis zu vier Millimeter lang.

### Chromosomenzahl
Die Chromosomenzahl beträgt 2n = 32.

## Verbreitung
Die Art ist die am weitesten verbreitete aller Knollendrosera, sie findet sich in China, Japan, auf der Hinterindischen Halbinsel, in Vorderindien, Sri Lanka, Indonesien, auf den Philippinen, in Australien und in Tasmanien.
Das große Verbreitungsgebiet von Drosera peltata hängt auch mit ihrer relativ hohen Toleranz gegenüber unterschiedlichen Habitaten zusammen, so kann die Pflanze auch auf die für die meisten Knollendrosera unabdingbare Sommerruhe verzichten und dauerfeuchte Standorte besiedeln.

## Systematik
Neben der Nominatform sind zahlreiche weitere Varietäten beschrieben worden, anerkannt ist die Unterart
- Drosera peltata subsp. auriculata (Backh. ex Planch.) B.J.Conn

Mit hoher Wahrscheinlichkeit zu synonymisieren ist die wohl irrtümlich aus dem Kongo beschriebene Drosera insolita.